# Woe to the Vanquished
Woe to the Vanquished è il quinto album del gruppo musicale statunitense di genere thrash metal dei Warbringer, pubblicato dall'etichetta discografica Century Media Records il 31 marzo 2017.

## Tracce
1. Silhouettes – 4:45
2. Woe to the Vanquished – 4:01
3. Remain Violent – 3:24
4. Shellfire – 3:59
5. Descending Blade – 4:15
6. Spectral Asylum – 5:34
7. Divinity of Flesh – 3:50
8. When the Guns Fell Silent – 11:11

## Formazione
- John Kevill - voce
- Adam Carroll - chitarra
- Chase Becker - chitarra
- Jessie Sanchez - basso
- Carlos Cruz - batteria